# 长萼毛果悬钩子
长萼毛果悬钩子（学名：Rubus ptilocarpus var. degensis）为蔷薇科悬钩子属下的一个变种。

## 扩展阅读
- 維基物種上的相關：长萼毛果悬钩子